# 도메니카 몬테로
《도메니카 몬테로》(스페인어: Doménica Montero)은 1978년 방영된 멕시코의 텔레노벨라이다.